# M'Tsangamouji
M'Tsangamouji es una comuna francesa situada en el departamento y la región de Mayotte. 

## Geografía
La comuna se halla situada en el noroeste de la isla de Mayotte y está formada por las villas de Chembényoumba, M'liha y M'Tsangamouji.

## Demografía
| Gráfica de evolución demográfica de M'Tsangamouji entre 1985 y 2017 |
|                                                                     |

Fuente: Insee